# Modular Recordings
La Modular Recordings è un'etichetta discografica indipendente australiana, specializzata nella pubblicazione di musica rock ed elettronica.

## Storia
La Modular Recordings venne fondata nel 1998 da Steve Pavlovic. Le prime uscite di successo commerciale pubblicate dalla Modular includono l'omonimo debutto dei Living End e Breathing Tornados di Ben Lee, entrambi usciti nel 1998. Fece seguito, due anni più tardi, Since I Left You, opera prima degli Avalanches. Nei primi anni 2000, la Modular mise sotto contratto Cut Copy, The Presets, The Bumblebeez e altri artisti di rock orientato al genere dance. Il giugno 2015, la Modular e la divisione australiana della Universal Music furono chiamate in giudizio dalla BMG Rights Management per non aver rispettato un accordo del valore di oltre 1 milione di dollari in royalty dalle registrazioni dei Tame Impala, tra cui Innerspeaker, Lonerism e l'EP omonimo. La causa legale che seguì si concluse a favore di Pavlovic in quanto, stando alla Corte d'appello del Nuovo Galles del Sud, quest'ultimo avrebbe rispettato e riconosciuto l'accordo, che non poteva ritenersi ufficiale in quanto non era stato firmato.